# Williamina Fleming
Williamina Paton Stevens Fleming, född 15 maj 1857 i Dundee, död 21 maj 1911 i Boston i USA, var en brittisk astronom. Hon upptäckte 10 novor, 59 nebulosor och över 300 variabla stjärnor och gjorde ett stort arbete kring katalogisering av stjärnor och för klassificeringen av stjärnspektra. Hon är också känd för att ha upptäckt Hästhuvudnebulosan 1888.

## Tidigt liv
Williamina Paton Stevens var ett av nio barn till en skotsk hantverkare och hans fru. Hennes far dog när hon var sju år gammal och vid 14 års ålder började hon arbeta som lärare vid sidan av sina egna studier för att hjälpa till att försörja familjen. Vid 20 års ålder gifte hon sig med James Orr Fleming. De emigrerade år 1878 till Amerika där Fleming blev gravid. Kort därefter blev hon lämnad av sin man.

## Karriär
Fleming, som nu blivit ensam, behövde försörja sig själv och började leta arbete. Hon anställdes som hushållerska hos professor Edward Charles Pickering, professor i astronomi och geodesi samt direktor för Harvard College-observatoriet i Cambridge, Massachusetts.
Pickering insåg Flemings potential och erbjöd henne därför deltidsarbete på Harvard College-observatoriet. Några år senare, år 1881, blev hon permanent anställd. Fleming arbetade som en mänsklig räknare och hade till uppgift att analysera och kategorisera bilder på stjärnor och nebulosor tagna av andra astronomer. Flemings uppgifter innebar bland annat att undersöka spektra - nedbrytningen av ljus från stjärnor - på fotografiska plattor. Hon klassificerade de olika egenskaper som hon hittade hos stjärnorna genom Pickering-Flemming systemet som hon utvecklat tillsammans med Pickering. Detta system använde hon för att kategorisera mer än 10 000 stjärnor vilket blev år 1890 blev publicerat i Henry Draperkatalogen.
År 1899 blev Fleming intendent för astronomisk fotografi vid Harvard College-observatoriet. År 1906 tilldelade den brittiska akademin Royal Astronomical Society henne rollen som hedersmedlem. Hon var den första kvinnan arbetandes i Amerika att få den titeln. Under sin karriär upptäckte hon 10 novor, 59 nebulosor och över 300 variabla stjärnor och gjorde ett stort arbete kring katalogisering av stjärnor och för klassificeringen av stjärnspektra. Hon upptäckte också Hästhuvudnebulosan i Orion år 1888. Hon fick stort erkännande för sitt arbete och blev sin tids ledande kvinnliga astronom. Många av de kvinnor som arbetade under henne, som Annie Jump Cannon och Henrietta Swan Leavitt, gjorde också stora framsteg inom astronomin.
Genom sin karriär förespråkade Fleming fler kvinnor inom astronomin. År 1893 skrev hon artikeln “A Field for Woman’s Work in Astronomy” där hon ifrågasatte löneskillnaderna mellan könen. I en anteckningsbok skrev hon att hon hade konfronterat Pickering kring frågan men att han hade uttryckt att han tyckte hon fick utmärkt lön för att vara kvinna. Hon uttryckte också frustration över det dubbelarbete hon fick utföra som kvinna då hon förväntades ta hand om både hushåll och barn samt arbetet på observatoriet.
Fleming dog år 1911 av lunginflammation.

## Utmärkelser
Nedslagskratern Fleming på månen och asteroiden 5747 Williamina är uppkallad efter henne.